# Grammaticaal partikel
Een grammaticaal partikel is in de taalkundige benoeming een functiewoord dat niet tot een van de traditionele lexicale categorieën (naamwoord, voornaamwoord, lidwoord, voorzetsel, tussenwerpsel, voegwoord) behoort. In de regel betreft het hier onverbogen woorden met behulp waarvan een bepaalde grammaticale categorie wordt aangeduid, zoals een ontkenning, een wijs of een naamval.

## Gerelateerde termen
Er is veel overlap tussen het grammaticale partikel en andere taalkundige en morfologische benoemingen (gebonden morfeem, markeerder, cliticum, bijwoord). Een partikel behoort meestal niet tot een van deze categorieën omdat het een taalkundige woordsoort op zich is. De specifieke categorie waar een partikel onder valt is in de regel sterk taal- en contextgebonden.
Aanwijzende voornaamwoorden en lidwoorden (bepaald en onbepaald) worden over het algemeen niet tot de partikels gerekend, aangezien ze in bijna alle talen wel in meer of mindere mate worden verbogen.
Voorzetsels worden in de regel ook onderscheiden van partikels, hoewel een woord dat als voorzetsel dienstdoet vaak ook als partikel kan fungeren. In het Nederlands doet dit verschijnsel zich veelvuldig voor bij scheidbare werkwoorden, zoals in de zin Jan eet de appel op. Een ander voorbeeld is het Engelse to, dat naast zijn functie als voorzetsel standaard de infinitief markeert en daarmee tevens een partikel is.

## Voorbeelden
Voorbeelden van modale partikels in het Nederlands zijn: nou, eens (Kijk nou eens ), soms (Zoek je soms iets?), hè (Gezellig hè?) en maar (Ga maar zitten).
Partikels kunnen naamvallen markeren. In het Japans en Koreaans kunnen ze achter een zelfstandig naamwoord worden geplaatst en daarmee bepaalde aanvullende informatie verschaffen (bijvoorbeeld over de grammaticale functie). Men is het er niet over eens of deze partikels afzonderlijke woorden zijn, dus of ze als affixen dan wel als postposities  moeten worden gezien. De grens tussen wat een partikel is en wat een gebonden morfeem, is in dit soort gevallen dus niet erg scherp.
In het Quechua komen grammaticale elementen als voegwoorden, lidwoorden en hulpwerkwoorden niet als op zichzelf staande woorden voor. In plaats daarvan hebben ze de vorm van partikels die deel uitmaken van een naamwoord of werkwoord. De zin riku-wa-sqa-yki-ta yacha-ni ("ik weet dat je mij gezien hebt") bestaat uit slechts twee woorden, waarin in het eerste woord het als een partikel te beschouwen sqa het ondergeschikte verband markeert, terwijl ta de accusatief markeert.